# 앤 하디
앤 하디(Anne Haddy, 1930년 10월 5일 ~ 1999년 6월 6일)는 오스트레일리아의 배우이다.
멜버른에서 사망하였다. 사인은 질병이다.

## 출연 작품
- 도트 앤 더 버니 (1983년)
- 뉴스프론트 (1978년)
- 네번째 소원 (1976년)
- 기회의 땅 (1966년) - 바메이드 역

### 텔레비전
- 프리즈너 (1979, Prisoner) - 앨리스 헤밍스 역